# میامی (ایندیانا)
میامی (به انگلیسی: Miami) یک منطقهٔ مسکونی در ایالات متحده آمریکا است که در شهرستان میامی، ایندیانا واقع شده‌است. میامی ۲۴۱٫۱ متر بالاتر از سطح دریا واقع شده‌است.